# Gerald Brisco
Floyd Gerald "Jerry" Brisco (19 de septiembre de 1946) es un exluchador profesional estadounidense, y hasta antes de junio de 2009, trabajó como agente para la WWE en su marca Raw.

## En lucha
- Movimientos finales
  - Figure four leglock

- Movimientos de firma
  - Multiple suplex variations
    - Belly to back
    - Double underhook
    - Vertical

  - Sleeper hold

## Campeonatos y logros
- Cauliflower Alley Club
  - Other honoree (1996)

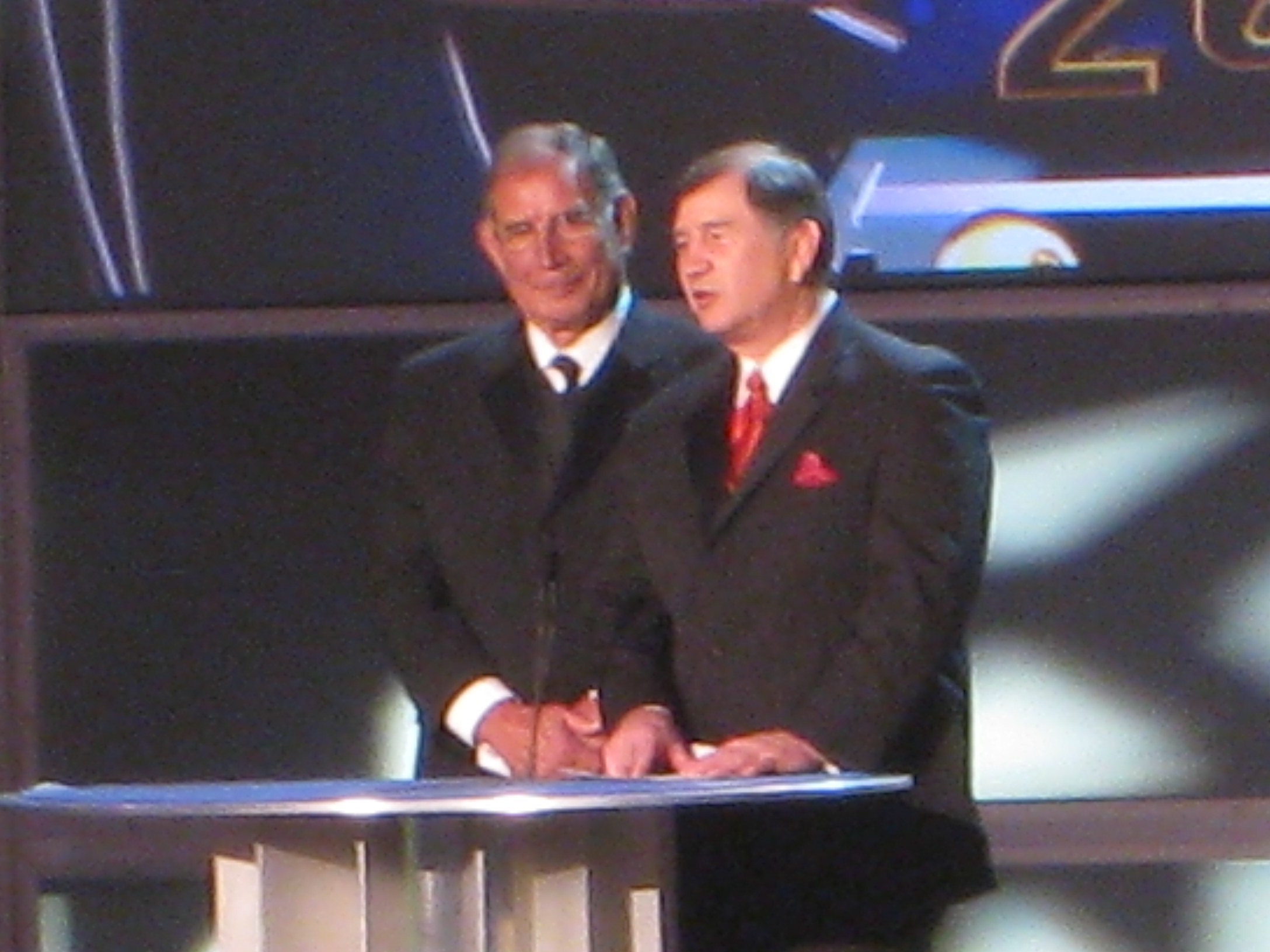
Brisco (derecha) con su hermano Jack siendo incluido en el WWE Hall of Fame.

- Championship Wrestling from Florida
  - NWA Florida Heavyweight Championship (1 vez)[4]
  - NWA Florida Junior Heavyweight Championship (1 vez)[5]
  - NWA Florida Tag Team Championship (8 veces) - con Jack Brisco[6]
  - NWA Florida Television Championship (1 vez)[7]
  - NWA United States Tag Team Championship (Florida version) (5 veces) - con Jack Brisco[8]
  - NWA North American Tag Team Championship (Florida version)  (2 veces) - con Jack Brisco[9]
  - NWA Southern Heavyweight Championship (Florida version) (3 veces)[10]
  - NWA World Junior Heavyweight Championship (1 vez)[11]
- Eastern Sports Association
  - ESA International Tag Team Championship (1 vez) - con Jack Brisco[12]
- Georgia Championship Wrestling
  - NWA Georgia Tag Team Championship (5 veces) - con Bob Backlund (1), Jack Brisco (2), Ole Anderson (1), y Rocky Johnson (1)[13]
  - NWA Southeastern Heavyweight Championship (Northern Division) (1 vez)1[14]
  - NWA Southeastern Heavyweight Championship (Georgia version) (1 vez)[15]
- Mid-Atlantic Championship Wrestling
  - NWA Atlantic Coast Tag Team Championship (1 vez) - con Thunderbolt Patterson[16]
  - NWA Eastern States Heavyweight Championship (4 veces)[17]
  - NWA World Tag Team Championship (Mid-Atlantic version) (3 veces) - con Jack Brisco[18]
- NWA Western States Sports
  - NWA Western States Heavyweight Championship (1 vez)[19]
- Pro Wrestling Illustrated
  - Situado en el # 54 de los 100 mejores equipos de "PWI Years" con Jack Brisco en 2003.
- World Wrestling Council
  - WWC North American Tag Team Championship (1 vez) - con Jack Brisco[20]
  - WWC World Junior Heavyweight Championship (1 vez)[21]
- World Wrestling Federation / Entertainment
  - WWF Hardcore Championship (2 veces)[22]
  - WWE Hall of Fame (2008)
  - WWE 24/7 Championship (2019)
- Wrestling Observer Newsletter awards
  - Worst Worked Match of the Year (2000) vs. Pat Patterson at King of the Ring on June 25 in Boston, Massachusetts

1While almost always defended in the Southeastern Championship Wrestling promotion, Brisco won the championship while working on a card hosted by Georgia Championship Wrestling via a working relationship between the two promotions.